# 周廣齊
周廣齊（1963年11月—），中華民國陸軍中將退役，曾任中華民國憲兵指揮部指揮官，中華民國國家安全局特種勤務指揮中心副指揮官、憲兵指揮部副指揮官、憲兵指揮部參謀長、憲兵指揮部202指揮官、憲兵司令部副參謀長、202副指揮官、憲兵司令部警務處長、花蓮憲兵隊長，畢業於陸軍官校正55期(75年班）、中正預校高中部第4期（高中部71年班），同期畢業有陸軍司令鍾樹明、陸軍副司令羅德民已退、副總長楊海明已退、前陸副司令王紹華已退、國大副校長張捷已退、前海副司令王瑞麟已退等。2018年3月1日接替何保林升任中華民國國家安全局特種勤務指揮中心中將副指揮官。
2023年12月1日，周廣齊從憲兵指揮部指揮官屆齡退伍。